# Eleição municipal de Belo Horizonte em 2012
A eleição municipal de Belo Horizonte em 2012 ocorreu no dia 7 de outubro (domingo) e teve um único turno, que resultou na reeleição de Márcio Lacerda, do PSB.
Lacerda, o vice-prefeito Délio Malheiros e os 41 vereadores receberam, no dia 19 de Dezembro, os diplomas da Justiça Eleitoral, que legitima a posse dos candidatos. Seus mandatos tiveram início no dia 1 de janeiro de 2013 e terminarão no dia 31 de dezembro de 2016.
O Ministério Público Eleitoral, no entanto, pediu a cassação do diploma de Alberto Rodrigues (PV), Gunda (PSOL), Autair Gomes (PSC), Bruno Miranda (PDT), Carlúcio Gonçalves (PR), Daniel Nepomuceno (PSB), João Oscar (PRP), Cabo Júlio (PMDB), Leonardo Mattos (PV), Paulinho Motorista (PSL), Pricila Teixeira (PTB) e Iran Barbosa (PMDB). Os 12 vereadores, reeleitos naquele ano, tinham sido acusados de gastar verbas da Câmara Municipal com combustível para os veículos usados em suas campanhas. O juiz Manoel Morais (diretor do Foro Eleitoral de Belo Horizonte), porém, não atendeu ao pedido.

## Eleição majoritária

### Candidaturas
Após o rompimento do apoio do PT com o PSB, o ex-vice de Márcio Lacerda, Roberto Carvalho, seria o candidato do PT. No entanto, Patrus Ananias acabou sendo o candidato devido à sua maior popularidade.
| Candidato(a) a prefeito | Candidato(a) a prefeito                    | Candidato(a) a vice-prefeito | Candidato(a) a vice-prefeito  | Coligação | Duração da propaganda eleitoral |
| ----------------------- | ------------------------------------------ | ---------------------------- | ----------------------------- | --- | ------------------------------- |
|                         | Patrus Ananias (PT)                        |                              | Aloísio Vasconcellos (PMDB)   | "Frente BH Popular" - Partido Comunista do Brasil (PCdoB) | 8min22s                         |
|                         | Marcio Lacerda (PSB)                       |                              | Délio Malheiros (PV)          | "BH segue em frente" - Partido Socialista Brasileiro (PSB) - Partido da Social Democracia Brasileira (PSDB) - Partido Progressista (PP) - Partido Popular Socialista (PPS) - Partido Trabalhista do Brasil (PTdoB) - Partido Social Liberal (PSL) - Partido da República (PR) - Partido Republicano Brasileiro (PRB) - Partido Social Democrático (PSD) - Partido Trabalhista Cristão (PTC) - Partido Republicano Progressista (PRP) - Partido Trabalhista Nacional (PTN) - Democratas (DEM) - Partido Democrático Trabalhista (PDT) - Partido da Mobilização Nacional (PMN) - Partido Trabalhista Brasileiro (PTB) - Partido Verde (PV) - Partido Social Democrata Cristão (PSDC) - Partido Social Cristão (PSC) | 14min19s                        |
|                         | Maria da Consolação (PSOL)                 |                              | Antônio de Almeida Lima (PCB) | "Frente de Esquerda - BH Socialista - Por uma BH além do Possível " - Partido Comunista Brasileiro (PCB) | 1min32s                         |
|                         | Vanessa Portugal (PSTU)                    |                              | Lívia Furtado (PSTU)          | - Partido Socialista dos Trabalhadores Unificado (PSTU) | 1min42s                         |
|                         | Alfredo Flister (PHS)                      |                              | Gustavo Xingú (PHS)           | - Partido Humanista da Solidariedade (PHS) | 1min28s                         |
|                         | Pedro Paulo de Abreu Pinheiro (Pepe) (PCO) |                              | Pepeu Borba (PCO)             | - Partido da Causa Operária (PCO) | 1min25s                         |
|                         | Tadeu Martins (PPL)                        |                              | Marta Alexandre (PPL)         | - Partido Pátria Livre (PPL) | 1min42s                         |

### Pesquisas de intenção de voto
| Data                            | Instituto | Márcio Lacerda (PSB) | Patrus Ananias (PT) | Vanessa Portugal (PSTU) | Mária da Consolação (PSOL) | Pepe (PCO) | Alfredo Flister (PHS) | Tadeu Martins (PPL) | Brancos/nulos | Não sabem |
| 31 de julho a 2 de agosto       | IBOPE     | 43%                  | 21%                 | 2%                      | 1%                         | 0%         | 0%                    | 0%                  | 15%           | 19%       |
| 13 de agosto a 15 de agosto     | IBOPE     | 46%                  | 23%                 | 2%                      | 1%                         | 0%         | 0%                    | 0%                  | 13%           | 15%       |
| 02 de setembro a 04 de setembro | IBOPE     | 44%                  | 30%                 | 1%                      | 1%                         | 0%         | 0%                    | 0%                  | 11%           | 13%       |
| 22 de setembro a 24 de setembro | IBOPE     | 47%                  | 30%                 | 2%                      | 1%                         | 0%         | 0%                    | 0%                  | 8%            | 12%       |
| 29 de setembro a 01 de outubro  | IBOPE     | 44%                  | 35%                 | 2%                      | 2%                         | 0%         | 0%                    | 0%                  | 8%            | 8%        |
| ------------------------------- | --------- | -------------------- | ------------------- | ----------------------- | -------------------------- | ---------- | --------------------- | ------------------- | ------------- | --------- |

### Candidatos (1º turno)

#### Boca de urna - apenas votos válidos
| Data       | Instituto | Márcio Lacerda (PSB) | Patrus Ananias (PT) | Maria da Consolação (PSOL) | Vanessa Portugal (PSTU) | Tadeu Martins (PPL) | Alfredo Flister (PHS) | Pepê (PCO) |
| ---------- | --------- | -------------------- | ------------------- | -------------------------- | ----------------------- | ------------------- | --------------------- | ---------- |
| 07/10/2012 | Ibope     | 52%                  | 42%                 | 3%                         | 2%                      | 1%                  | 0%                    | 0%         |

### Debates televisionados

#### Primeiro turno
| Data       | Organizador(es)                 | Márcio Lacerda (PSB) | Patrus Ananias (PT) | Maria da Consolação (PSOL) | Alfredo Flister (PHS) |
| ---------- | ------------------------------- | -------------------- | ------------------- | -------------------------- | --------------------- |
| 02/08/2012 | TV Bandeirantes                 | Presente             | Presente            | Presente                   | Presente              |
| 07/09/2012 | Rede TV!,Folha de S.Paulo       | Presente             | Presente            | Presente                   | Presente              |
| 01/10/2012 | TV Record Minas                 | Presente             | Presente            | Presente                   | Presente              |
| 02/10/2012 | TV Alterosa, Diários Associados | Presente             | Presente            | Presente                   | Presente              |
| 04/10/2012 | TV Globo Minas                  | Presente             | Presente            | Presente                   | Presente              |

## Resultados

### Prefeito
| Candidato(a)               | Vice                          | 1º turno 7 de outubro de 2012 | 1º turno 7 de outubro de 2012 |
| Candidato(a)               | Vice                          | Total                         | Percentagem                   |
| -------------------------- | ----------------------------- | ----------------------------- | ----------------------------- |
| Marcio Lacerda (PSB)       | Délio Malheiros (PV)          | 676.215                       | 52,69%                        |
| Patrus Ananias (PT)        | Aloísio Vasconcellos (PMDB)   | 523.645                       | 40,80%                        |
| Maria da Consolação (PSOL) | Antônio de Almeida Lima (PCB) | 54.530                        | 4,25%                         |
| Vanessa Portugal (PSTU)    | Lívia Furtado (PSTU)          | 19.908                        | 1,55%                         |
| Alfredo Flister (PHS)      | Gustavo Xingú (PHS)           | 4.691                         | 0,37%                         |
| Tadeu Martins (PPL)        | Marta Alexandre (PPL)         | 3.728                         | 0,29%                         |
| Pepê Pinheiro(PCO)         | Adilson Rosa (PCO)            | 782                           | 0,06%                         |
| Total de votos válidos     | Total de votos válidos        | 1.283.499                     | 85,06%                        |
| → Votos em branco          | → Votos em branco             | 87.366                        | 5,79%                         |
| → Votos nulos              | → Votos nulos                 | 138.065                       | 9,15%                         |
| Total                      | Total                         | 1.509.919                     | 81,12%                        |
| Abstenções                 | Abstenções                    | 351.242                       | 18,88%                        |
| Total de inscritos         | Total de inscritos            | 1.861.161                     | 100%                          |

fonte: 